# Farlig omväg
Farlig omväg (engelska: Detour) är en amerikansk film noir från 1945, regisserad av Edgar G. Ulmer. Martin Goldsmith skrev manuset baserat på den egna romanen Detour: An Extraordinary Tale från 1939.
Filmen valdes 1992 ut av USA:s kongressbibliotek för att bevaras i National Film Registry.

## Handling
Al Roberts arbetar som pianist i New York och är förälskad i sångerskan Sue Harvey. Al vill gifta sig med Sue men trots att hon älskar honom vill Sue bli berömd först och flyttar därför till Kalifornien. Al får senare reda på att hon arbetar som servitris och bestämmer sig impulsivt för att lifta västerut för att återförenas med henne. 
I Arizona blir Al erbjuden lift till Los Angeles av en man vid namn Charles Haskell. Al upptäcker djupa rivsår på Haskells hand och denne förklarar att en kvinna som han hade givit skjuts rev honom efter att han gjort sexuella närmanden. Den natten börjar det regna medan Al kör. Då han inte vill väcka den sovande Haskell, stannar Al för att höja bilens sufflett. När Al öppnar dörren på passagerarsidan faller Haskell ut och slår i huvudet. Övertygad om att han kommer att få skulden för Haskells död gömmer Al kroppen och stjäl hans pengar och identitetshandlingar. 
Strax efter att ha nått Kalifornien erbjuder Al skjuts åt en kvinna vid namn Vera. Under resan frågar Vera Al vad han har gjort med Haskells kropp och avslöjar att hon var kvinnan som rev honom på handen. Vera hotar Al med att gå till polisen och tvingar honom att hyra en lägenhet och sälja Haskells bil. Hon berättar för Al att Haskells far är miljonär och döende och föreslår att han skall fortsätta utge sig för att vara Haskell. Senare samma natt är Vera och Al mycket berusade och grälar; grälet slutar med att Al av misstag dödar Vera. Han vet att polisen aldrig kommer att tro hans berättelse och flyr från staden.

## Om filmen
Farlig omväg har vistas i SVT, bland annat 2002, 2008, 2010, 2017, 2019, i mars 2021 och i oktober 2024.

## Rollista
| Tom Neal         | – Al Roberts      |
| Ann Savage       | – Vera            |
| Claudia Drake    | – Sue Harvey      |
| Edmund MacDonald | – Charles Haskell |
| Tim Ryan         | – Gus, kaféägaren |
| Esther Howard    | – Hedy            |
| Pat Gleason      | – Joe             |